# Bethan Wright
Bethan Wright (Northampton, 30 de janeiro de 1996) é uma atriz e modelo inglesa.

## Carreira
Desde 4 anos, Bethan começou aulas de balé, exortando sua mãe a submetê-la a várias competições de talentos e a impulsionar sua carreira de atriz e cantora. Aos 13 anos, Bethan juntou-se à famosa escola de palco, "Sylvia Young", onde completou sua educação e dominou seu ofício de atuação e performance na mídia.
Nos últimos anos, Bethan atuou em uma série de comerciais para marcas. Em 2014, estreou, como Chloe, na série Dixi. Depois, estreou no cinema em 2016, em Breakdown, como Sinead. Também fez Between Two Worlds, onde foi Emily. Logo após, estreou na série do Disney Channel, The Lodge, no papel da antagonista, Danielle. 

## Filmografia

### Televisão
| Ano       | Programa  | Personagem | Notas |
| --------- | --------- | ---------- | ----- |
| 2016-2017 | The Lodge | Danielle   |       |

### Cinema
| Ano  | Filme              | Personagem | Notas |
| ---- | ------------------ | ---------- | ----- |
| 2016 | Breakdown          | Sinead     |       |
| 2016 | Between Two Worlds | Emily      |       |

### Web
| Ano       | Programa | Personagem | Notas |
| --------- | -------- | ---------- | ----- |
| 2014-2016 | Dixi     | Chloe      |       |